# National-Report
National-Report est un classement hebdomadaire de musique en Colombie. Elle crée aussi des classements hebdomadaires au Venezuela et en Équateur.